# Garota de Ipanema
Garota de Ipanema (с порт. — «Девушка из Ипанемы») —  босса-нова, написанная Антониу Карлосом Жобином на стихи Винисиуса ди Морайса в 1962 году. У широкой аудитории «Девушка из Ипанемы» ассоциируется с бразильской босса-новой вообще и с именем Жобина в частности.

## История создания
Прообразом героини песни считается Эло Пинейру, в то время — 18-летняя девушка из элитного района у пляжа Ипанема в Рио-де-Жанейро. Каждый день по пути на пляж она проходила мимо популярного кафе «Велозу» (Veloso), где ею любовались постоянные посетители Морайс и Жобин. Изначально эта песня создавалась для музыкальной комедии «Дирижабль» (порт. Dirigível) и называлась «Девушка, проходящая мимо» («Menina que passa»), да и первый куплет существенно отличался. Популярности песни способствовала английская подтекстовка, написанная в 1960-х гг. Норманом Гимбелом.
Эта песня принесла авторам миллионы лицензионных отчислений; Элоиза Пинейру ничего из них не получила. В 2001 году она открыла  в Сан-Паулу бутик под названием «Девушка из Ипанемы», где предлагался широкий ассортимент пляжной одежды. Там, в частности, можно было приобрести футболки с нотами и стихотворными строчками из песни. Но наследники соавторов хита подали в суд, заявив, что поскольку и музыка, и слова песни относятся к интеллектуальной собственности, то доход от продажи таких товаров должен принадлежать семьям де Морайс и Жобин. Однако суд в феврале 2004 года принял решение в пользу Эло, аргументируя это тем, что «без неё не было бы и песни». Зато бар «Велозу» сменил вывеску на «Garota de Ipanema», а улица, на которой он находится, названа именем де Морайса.
Первая коммерческая запись песни была сделана в 1962 году бразильским певцом Пери Рибейру (Pery Ribeiro, 1937—2012). Версия, записанная в 1963 году на LP-альбоме Getz/Gilberto в исполнении Жуана Жилберту и Аструд Жилберту под аккомпанемент Стэна Гетца, получила премию «Грэмми» за 1964 год в категории «Лучшая запись года». Вскоре «Девушка из Ипанемы» стала международным хитом, а также джазовым стандартом. Среди тех, кто выполнял джазовые обработки песни, — Эрролл Гарнер, Оскар Питерсон, Пат Метени и многие другие.

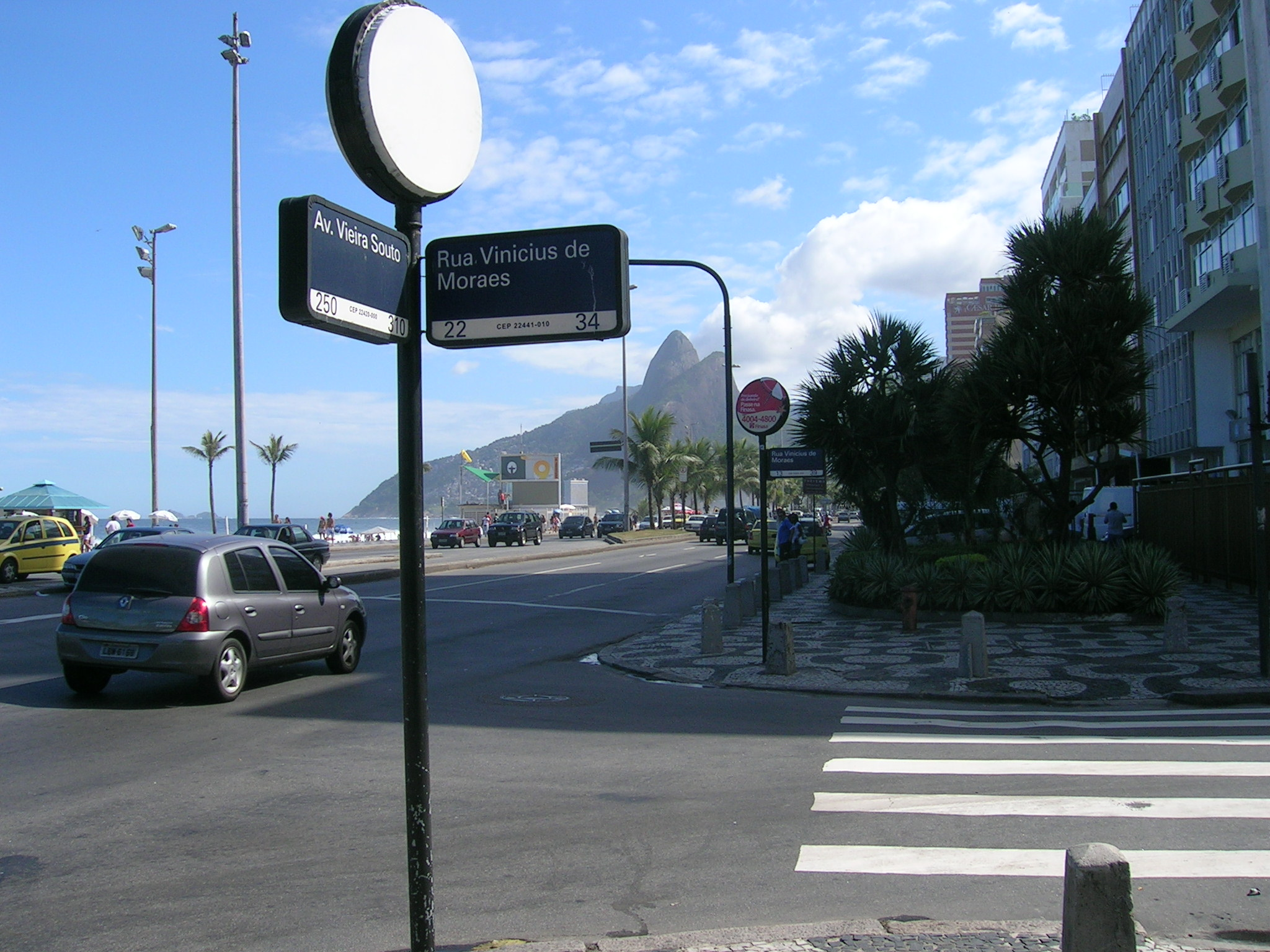
Улица Винисиуса де Морайса, по которой, по легенде, проходила девушка. Ипанема, Рио де Жанейро (современный вид)
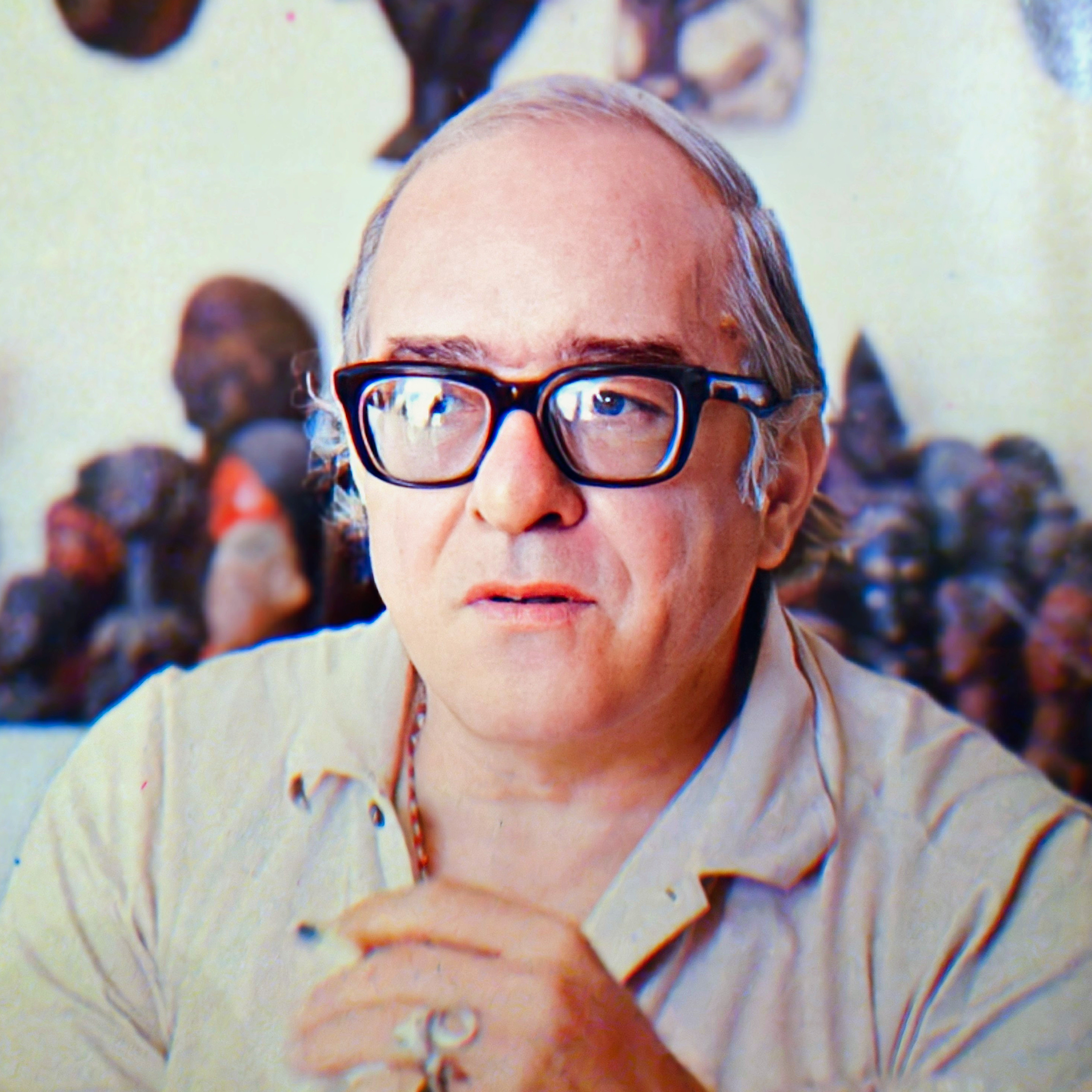
Винисиус де Морайс (1970)
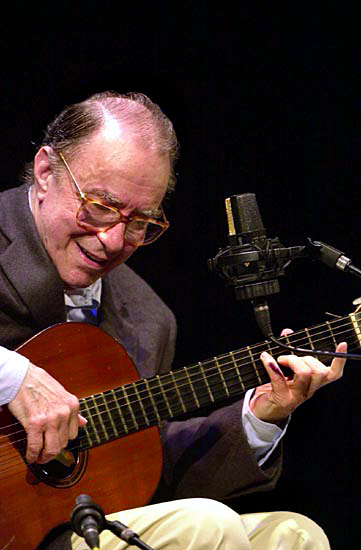
Жуан Жилберту (1996)
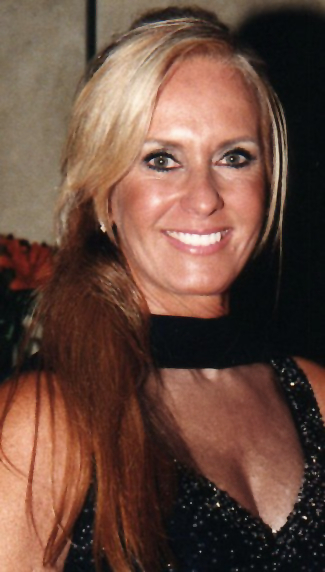
Элоиза Пинейру (2006)

## Рейтинг
Считается, что «Garota de Ipanema» занимает второе место среди всех существующих песен по количеству записанных на неё кавер-версий, уступая только «Yesterday» The Beatles. В 2004 году вариант песни в исполнении Гетца и Жилберту вошёл в число пятидесяти композиций, отобранных Библиотекой Конгресса США для добавления в национальный реестр (National Recording Registry).
В самой Бразилии песня заняла 27-ю строчку в рейтинге 2009 года «100 величайших бразильских песен» по мнению бразильской версии журнала Rolling Stone, а в 2021-м она стала третьей самой перезаписываемой бразильской песней в стране (402 записи) согласно опросу, проведенному ECAD.

## Культурное влияние
- «Девушка из Ипанемы» (1967) — одноимённый бразильский художественный фильм, вдохновлённый песней. Главную роль исполнила Ма́рсия Родригес.

- «Дело Клаудии» (1979) — бразильский художественный фильм,  основанный на резонансном убийстве Клаудии Родригес, сестры Марсии Родригес.

- «Девушка из Ипанемы» (1982) — рассказ Харуки Мураками[6].